# Гурський Тарас Теодорович
Тара́с Теодо́рович Гу́рський (15 січня 1967, Розділ — 5 вересня 2023, Невельське) — український військовик, молодший сержант, командир танка 1-го взводу танкового батальйону 59-ї окремої мотопіхотної бригади імені Якова Гандзюка.

## Життєпис
В 1984 році закінчив Новороздільську середню школу №1. В 1985/87 роках проходив строкову служба в РА, де опанував професію танкіста. В 1987/92 роках — студент Львівського лісотехнічного інституту. З 1992 року — майстер лісу Козівського лісництва Сколівського держлісгоспу; помічник лісничого Любинцівського лісництва. З 1993 року — інженер лісових культур Стрийського держлісгоспу. З 1994 року — інженер відділу Державного лісогосподарського об’єднання «Львівліс». В 1995/2023 роках — лісничий Брюховицького лісництва Львівського держлісгоспу (згодом ДП «Львівський лісовий селекційно-насіннєвий центр», лісничий Грядівського лісництва).
Учасник Майдану 2004 року та Революції Гідності 2013-2014 років. З 4 вересня 2014 року брав участь добровольцем в Російсько-українській війні, навідник танку 1-ї окремої танкової Сіверської бригади. В його послужному списку – ліквідація Путилівського мосту, участь у боях за Донецький аеропорт, Дебальцеве, оборона Широкиного. Демобілізувався 5 вересня 2015 року.
В 2017 році підписав контракт про військову службу з 10-ю окремої гірсько-штурмової бригади «Едельвейс». З лютого по серпень у складі танкового батальйону бригади виконував бойові завдання на Донеччині (район промзони Авдіївки); лінії зіткнення поблизу міста Попасна та на Світлодарській дузі.
26 лютого 2022 року приєднався до 1-го взводу танкового батальйону 59-ї окремої мотопіхотної бригади ім. Якова Гандзюка. Виконував бойові завдання під час захисту Миколаєва, Одеси, звільнення Херсона. З листопада 2022 року підрозділ обороняв Донецький напрямок. 5 вересня 2023 року загинув у бою під час штурму поблизу Невельського. 9 вересня 2023 року був похований на Брюховицькому цвинтарі.

## Нагороди
- Орден «За мужність» II ступеня (6 червня 2025, посмертно) — за особисту мужність, виявлену у захисті державного суверенітету та територіальної цілісності України, самовіддане виконання військового обов'язку[1].
- Орден «За мужність» III ступеня (3 листопада 2015) — за особисту мужність, сумлінне та бездоганне служіння Українському народові, зразкове виконання військового обов'язку[2]

- 21 березня 2023 нагороджений Почесним нагрудним знаком «Золотий хрест» наказом Головнокомандувача 3CУ № 583.

Інші нагороди:
- Відзнака Президента України "За участь в антитерористичній операції" (Указ Президента України від 17-го лютого 2016 року, №53/2016)
- Орден «Честь і слава» від ГО «Спілка бійців та волонтерів ATO» «Сила України» (2 грудня 2016)
- Відзнака «Оперативне тактичне угрупування Луганськ» від Командування OTY «Луганськ» (№141; 1 лютого 2018)
- Медаль «Незламному Захиснику України» від командування 59 ОМБр ім. Я.Ганзюка (наказ від 11 липня 2023)
- Медаль «За відвагу» за представленням OCYB «Таврія» (наказ 265 від 18 липня 2023)
- Почесна грамота Державного агентства лісових ресурсів України (наказ №377-к від 03.10.2017)

## Статті, новини, дописи
Про нагородження орденом:

Інформаційна дошка становлена Львівською міською радою на площі Ринок

- "Лісничого Брюховицького лісництва нагороджено орденом "За мужність" ІІІ ступеня"[3]

Після смерті Тараса про нього було написано декілька інформативних статей та новин:
- "Важка втрата: за Україну загинув уродженець смт Розділ Тарас Гурський" [4] (Вісник Розділля)
- "На Львівщині прощаються із трьома захисниками"[5] (Суспільне Львів)
- "Про світлої пам’яті Воїна, уродженця Роздолу Тараса Гурського, який загинув у бою 5 вересня 2023 року, – з нагоди його Дня народження"[6] (Вісник Розділля)
- "Віра ГУРСЬКА: душевні свідчення матері новітнього Героя" [7] (Вісник Розділля)

 
А також вірші, написані про воїна, після загибелі: 
■ Тепер, Тарасе, нам світи із неба Світи невтомно, як і жив, світи. Бо Україні того світла треба. Щоб в сутінках дістатись до мети. Ти нам тепер світи...  (автор - Леся Харчишин)

■ Твоя Любов не поміщається у слові "був". Їй тісно там. Для Дій бракує місця. Я знаю, Ти Вкраїну й в небі не забув. Вона твоя і перша, і остання пісня... Вона жива. Така жива, Що я живіших і дієвіших не знаю. І хоч закінчилась Твоя війна. Твоя Любов "своїх" на полі бою - не лишає... І не кажіть мені, що сильно я грішу, Коли о.р.д.у ненавиджу Шалено. Дико. Люто. За ту, розстріляну впритул чиюсь Весну. За те, не сповнене чиєсь післявоєнне літо...  (автор - Леся Харчишин)
■ Ти ще прийдеш...Коли бурштином стане виноград, Захочеш поглядом із вічності торкнутись грона. Незримим поштовхом будеш Всім Тим, для кого - найсвятіше Перемога.. Ти ще прийдеш... Зимою. В снігопад. Раптовим вітром увійдеш в оселю. Присядеш спомином обік стола, Коли родина накриватиме на стіл Святу Вечерю... Ти ще прийдеш...Зорею, в той свій сад. Світанком тихо посидиш на ганку... Хмаринкою по небу пропливеш... Й дощем ту, рідну землю, скропиш зранку... Ти ще прийдеш... Не раз прийдеш. А НИНІ-КОЖНУ МИТЬ ЖИВЕШ У діях Тих, кому казав "робити вітер". Незламним ясенем щодень ростеш В Любові Тих,кого навчив любити.....  (автор - Леся Харчишин)
■ Коли такі, як ти, відходять взасвіти, То довго ще разом із нами-плаче небо...Ще довго яблуневі сумуватимуть сади...Й вино, скоріш за все не "визріє", як треба..Великий Патріот. Хрисиянин...Чудовий син... Найкращий тато... Хотіли б нині рідні і близькі-обіймами, Не спомином тебе вітати.. З тобою поруч-посидіти за столом. Вино твоє домашнє-продегустувати... Як би не 5 вересня. І те, що потім "на щиті" Тебе везли до хати... Ти слави, брате, не шукав, Бо серце чисте - похвальби не потребує. Життя своє - у боротьбі поклав За нас усіх... За землю - любу-рідну.. Оту Любов до української землі.. Тобі із молоком своїм передавала мати.. Учила не лише ходити по стерні, А й соколом - аж в піднебесся долітати.. Тобі завдяки - ми іще живі.. Любов твоя нетлінна-проросла у дітях. Благослови (тепер уже з небес) Перемогти...І Україну, так як ти, - любити.. Не забувай, прошу.. про нас...У тім великім вже Небеснім Легіоні...Ти - нам взірець. Дороговказ...Ти Світло наше - в ще не зовсім світлій долі...(автор - Леся Харчишин)

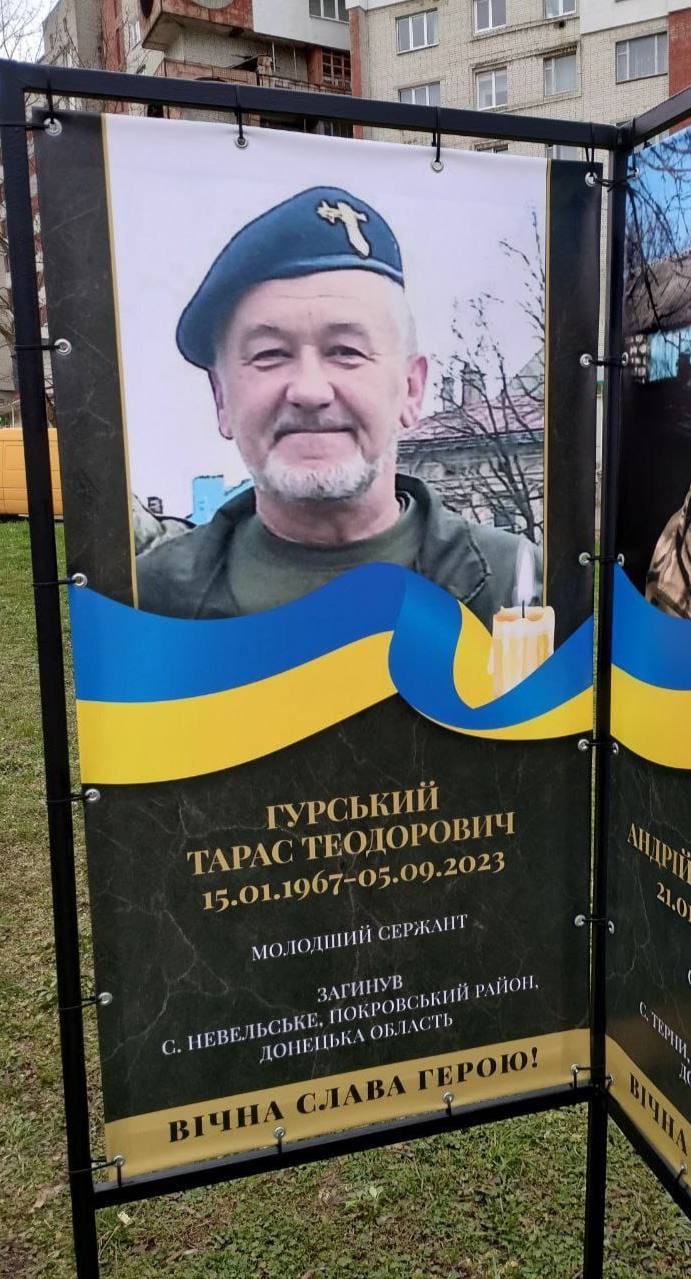
Меміоральна дошка у місті Новий Розділ, Місце пам'яті та слави

## Вшанування пам'яті
25 лютого 2024 року під час урочистості відкриття Місця пам’яті і слави в Новому Роздолі (де в дитинстві Тарас вчився) відкрили меморіальну дошку герою.
16 листопада 2024 року у Львові, в парку культури та відпочинку імені Богдана Хмельницького, висадили дерево в пам'ять про воїна — бук червонолистий (Fagus sylvatica purple fountain).